# Euripon
Euripon (en griego, Ευρυπών), hijo de Soos y nieto de Procles, fue el tercer rey de Esparta perteneciente a la dinastía de los Euripóntidas, y fue asimismo el que le dio ese nombre.
Plutarco menciona que bajo su reinado se relajó el poder real, y que jugó políticamente con la demagogia. Polieno menciona una guerra contra los arcadianos de Mantinea durante su mandato.